# گویش لارستانی (کتاب)
گویش لارستانی (واژه‌نامه، متن‌های نثر و نظم، دستور زبان) کتابی از امیرحسین خُنجی است. نگارنده هدف خود از نگارش این کتاب را تلاش برای بازشناسی یک گویش کهن ایرانی و گردآوری مجموعه واژگان و عبارت‌های رایج در گویش لارستانی تشریح کرده است.

## رونمایی و انتشار
این کتاب در اردیبهشت‌ماه ۱۳۹۴ همراه شش عنوان کتاب دیگر در نمایشگاه بین‌المللی کتاب تهران رونمایی و در غرفهٔ انتشارات نوید شیراز عرضه شد. این مراسم با حضور و سخنرانی علی اشرف صادقی استاد زبان‌شناسی دانشگاه تهران و عضو فرهنگستان زبان و ادبیات فارسی، معاون پارلمانی وزیر ارشاد، مدیرکل امور استان‌های وزارت ارشاد، مدیرکل ارشاد فارس، نمایندگان مجلس شورای اسلامی و نیز رئیس ادارهٔ چاپ ارشاد فارس برگزار شد.

## محتوای کتاب
پس از پیش‌گفتار، واژه‌نامه‌ای مبسوط است که تا صفحهٔ ۸۶۳ ادامه می‌یابد. این واژه‌نامه ضرب‌المثل‌های مربوطه را هم در بر می‌گیرد. بخش دوم شامل چند متن کوتاه لارستانی است تا صفحهٔ ۹۲۴. بخش سوم سروده‌های نگارنده به‌گویش لارستانی عنوان دارد به‌همراه اصطلاحات و عبارات به‌کار رفته در آنها. بخش آخر کتاب «قاعده و دستور گویش لارستانی» است که تا صفحهٔ ۱۱۷۵ ادامه می‌یابد. در پایان ابیاتی به‌گویش شیرازی قدیم، که در آن میان اشعاری به همان گویش از سعدی و حافظ و شاه داعی الله وجود دارد.

## دیدگاه پژوهشگران پیرامون کتاب
لطفعلی خنجی، نویسنده، مترجم، زبان‌شناس و روزنامه‌نگار ایرانی در مقدمه‌ای که بر این کتاب نوشته‌است می‌گوید: «این کتاب یک اثر دانشنامه‌ای (Encyclopedic) است که از نظر کمی و کیفی هم منبعی کامل از واژگان و اصطلاحات است و هم مرجعی برای ساختار دستوری است.»
محمد اورنگ، زبان‌شناس و کارشناس مترجم زبان انگلیسی در پاسخ به این سؤال که «آثاری که کمابیش توسط مؤلفان بومی در ارتباط با فرهنگ و گویش شهرها و روستاهای لارستان به نگارش درآمده اما با این حال خلاء یک مرجع کامل و جامع در ارتباط با این زبان هنوز احساس می‌شود، آیا تلاش‌هایی در این زمینه انجام شده‌است؟ و اگر خیر، از کجا باید شروع کرد؟» می‌گوید: «جدیدترین کتاب دکتر امیرحسین خنجی با نام گویش لارستانی در این زمینه بسیار قابل تحسین است. البته که کتاب‌های پیشین بسیار مهم و ارزشمند هستند اما به نظر من باید کتاب‌هایی در این زمینه نوشته شوند که بتواند همهٔ اطلاعات قدیمی را یک‌جا کند و ضمن نقد آنها به بیان دیدگاه‌های جدید مبتنی بر نظریات زبان‌شناسی بپردازند.»

## نگاهی به زندگی مؤلف
امیرحسین خُنجی (زادۀ ۱۰ مهر ۱۳۲۶ در خنج؛ درگذشتۀ ۳۰ مهر ۱۳۹۲ در شیراز) ادیب و مورخ ایرانی بود. 

### بیوگرافی امیرحسین خنجی
امیرحسین خنجی در دهم مهرماه ۱۳۲۶ در شهر خُنج زاده شد. سال‌های کودکی و دبستان را در زادگاه خود سپری کرد و در همان هنگام، خواندن قرآن را از آغاز تا پایان در مکتب‌خانه  گذراند و با واژگان و عبارات قرآنی آشنا شد و در ده‌سالگی همۀ قرآن را ازبَر داشت.  افزون بر آن، ابیات زیادی از ادبیات پارسی را به‌همراه بارمعنای آن‌ها حفظ بود. پس از پایان دورۀ ابتدائی، تحصیل علوم دینی را نزد شیخ عبدالرزاق ابونجمی آغاز کرد و نزد او دو کتاب در صرف و نحو، دو کتاب در فقه، و کتابی در احادیث پیامبر اسلام خواند. 
در سال ۱۳۴۱ همراه پدر برای کار به قطر رفت، یک سال بعد همزمان با کارکردن تحصیلات خود را در مدرسۀ عربیِ دولتیِ قطر ادامه داد و چیزی نگذشت که عربی را همچون زبانِ مادری خود مسلط شد و به دیپلم زبان عربی دست یافت. سپس در دانش‌سرای عالیِ علوم دینی وابسته به الأزهر تحصیلات علوم دینی خود را نزد استاد قرضاوی و دیگر معلمان فراگرفت و پس از آن به میهن بازگشت. 
در سال تحصیلیِ ۱۳۵۱-۱۳۵۲ در دانشگاه تهران پذیرفته شد و پویۀ علمی خود را تا اخذ درجۀ فوق لیسانس در رشته علوم سیاسی از همان دانشگاه و درجۀ فوق لیسانس در رشتۀ روابط بین‌الملل فرهنگی از دانشگاه فارابی ادامه داد، و سرانجام به درجۀ دکترای علوم سیاسی از دانشگاه تهران رسید.
در سال ۱۳۶۲ به دلایل سیاسی مجبور به جلای وطن گردید و مدتی به تجارت پرداخت و چندسالی را به سیر و سیاحت در کشورهای اروپایی و آسیایی و آفریقایی گذراند. بعد از آن که در تجارت موفق شد کار خود را به دیگران سپرد و تمامی وقت خود را صرف تألیف آثارش کرد. تسلّط بر ادبیات پارسی و عربی، آشنائی با افکار و اندیشه‌های نوین و روش‌های آکادمیک تحقیق در علوم انسانی عوامل برانگیزاننده‌ای بود تا شروع به پژوهش در تاریخ ایران و اسلام کند که تقریباً سی سال دوم زندگی او را در بر گرفت. با ورود اینترنت سایت ایران‌تاریخ را راه‌اندازی کرد و از سال ۱۳۸۰ گزیده‌هایی از آثار خود را در آن منتشر می‌کرد.
امیرحسین خنجی در اواخر زندگی به بیماری سرطان مبتلا شد. با شدت گرفتن بیماری ابتدا در یکی از بیمارستان‌های شهر کویت تحت درمان قرار گرفت؛ اما بنابر اصرار خود -پس از سالیان درازی دوری از وطن- به ایران منتقل و در بیمارستان نمازی شیراز بستری شد. سرانجام در بامداد روز سه‌شنبه ۳۰ مهر ۱۳۹۲ درگذشت و بنا بر وصیتش در زادگاه خود به خاک سپرده شد.

### سروده‌ها
امیرحسین خنجی جدا از تألیف کتاب و تاریخ‌نگاری، شاعر زبردستی هم بود و از نوجوانی شعر می‌سرود. سروده‌های او شامل اشعاری به‌گویش لارستانی و زبان پارسی است. فایل صوتی سروده‌های لارستانی خود را نخستین بار در دهۀ شصت بر روی کاست منتشر کرد. این اشعار در میان مردم لارستان محبوبیت دارد و برخی ابیات آنها به‌شکل زبانزد درآمده است.  